# Изопериметријски проблем
Изопериметријски проблем (гр.), је појам у математици, проблем у којем је реч o деловима површи који имају једнак обим (периметар).

Изопериметрични, једнака обима.